# Furosemid
Furosemid är ett vätskedrivande preparat som främst används för behandling av hjärtsvikt och ödem. 
Furosemid finns med på Riksidrottsförbundets lista över lagliga preparat som räknas som dopningspreparat då dess vätskedrivande egenskaper kan användas för att dölja spår av annan dopning.